# Oklahoma Panhandle

Oklahoma Panhandle

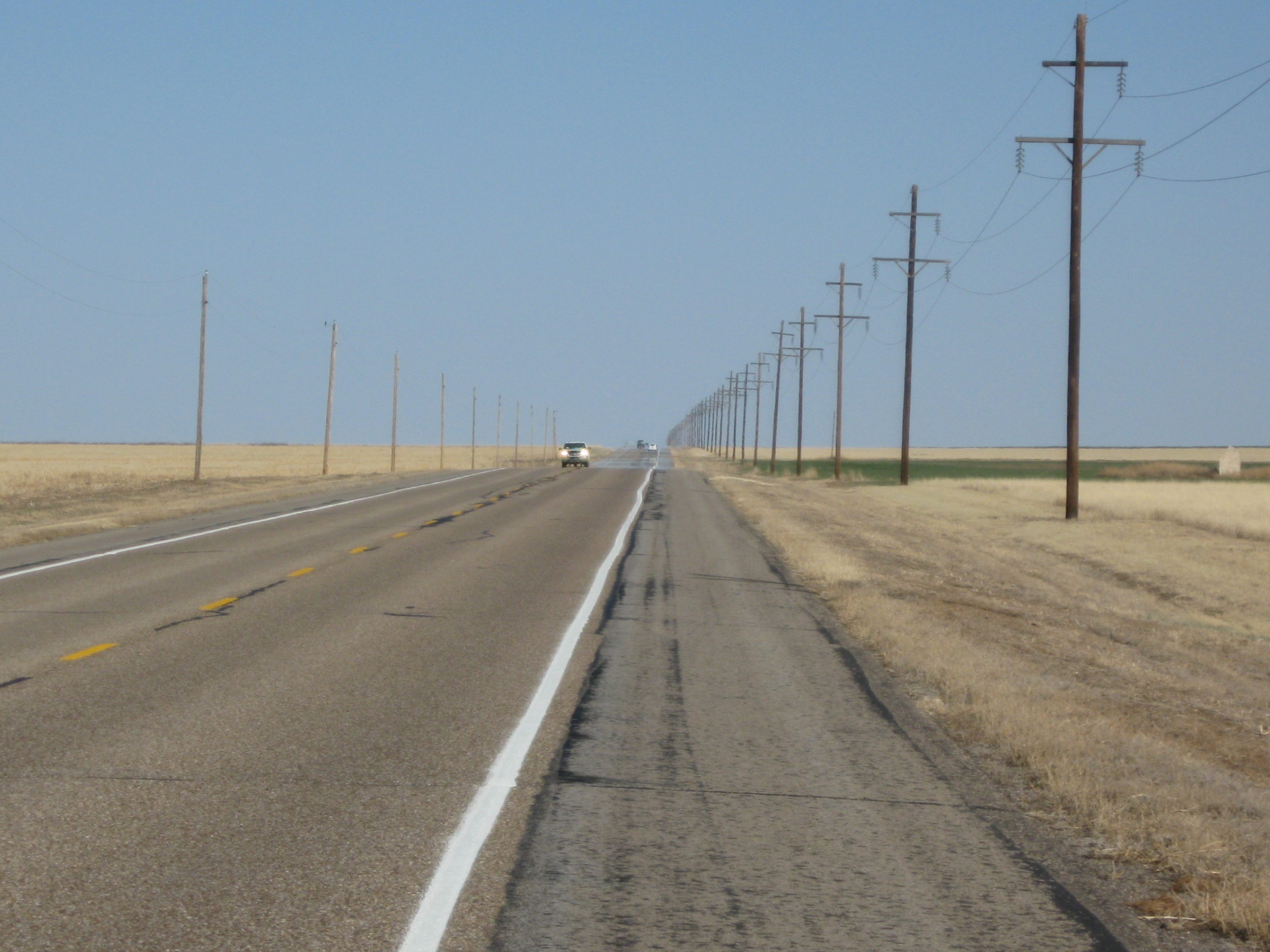
U.S. Route 412 doorkruist de Panhandle van oost naar west

De Oklahoma Panhandle is het uiterste westen van de Amerikaanse staat Oklahoma. Het is een rechthoekig gebied van 267 bij 60 km en bestaat uit drie county's:
- Cimarron County
- Texas County
- Beaver County

De benaming panhandle verwijst naar de steel van een koekenpan. Met een beetje fantasie is in de plattegrond van de staat een steelpan zichtbaar. De panhandle wordt van oost naar west doorkruist door U.S. Route 412.

## Geografie
Het hoogste punt is Black Mesa, een tafelberg op het driestatenpunt met New Mexico en Colorado. Verder is er het wandelgebied Beaver Dunes State Park te vinden.
De Panhandle is dunbevolkt: op een oppervlakte van 14.730 km² wonen 29.112 mensen. De grootste plaats is Guymon. Andere belangrijke plaatsen zijn Beaver, Boise City en Goodwell. In deze laatste plaats is de Oklahoma Panhandle State University gevestigd.

## Geschiedenis
De Panhandle stond ooit bekend onder de naam Cimarron Territory. Dit werd gezien als een neutraal gebied. Rond 1800 begonnen zich hier boeren te vestigen. In 1887 werd in de plaats Beaver een poging gedaan een eigen territoryregering op te zetten. Nadat dit voorstel door het Amerikaans Congres was afgewezen werd het gebied onder de naam Beaver County aan het Oklahoma Territory toegevoegd. Toen Oklahoma in 1907 een deelstaat werd, werd het gebied opgesplitst in drie county's.